# Pierre de Vielle-Bride
Pierre de Vielle-Bride (zm. w 1251 w Margat w Syrii) – osiemnasty wielki mistrz zakonu joannitów w latach 1240–1242.